# 이희아
이희아 (1985년 7월 9일 ~ )는 대한민국의 피아노 연주자이다. 손가락이 한 손에 2개씩 밖에 없다. 다리도 짧은 기형아로 태어난 장애인임에도 불구하고, 장애로 인한 불편함을 극복한 피아노 연주자로 잘 알려져 있다.